# Ligne 1 (S-Bahn Rhin-Main)
 (février 2024).
Si vous disposez d'ouvrages ou d'articles de référence ou si vous connaissez des sites web de qualité traitant du thème abordé ici, merci de compléter l'article en donnant les références utiles à sa vérifiabilité et en les liant à la section « Notes et références ».
Pour les articles homonymes, voir S1.
La ligne S1 fait partie du réseau de la S-Bahn Rhin-Main. Il relie la Gare centrale de Wiesbaden à Rödermark en passant par la Gare centrale de Francfort-sur-le-Main.
Elle fut inaugurée 1978 et compte actuellement 32 stations pour une longueur de 72,1 km. 